# Лайсе
Лайсе (нем. Leiße) — река в Германии, протекает по земле Северный Рейн-Вестфалия. Площадь бассейна реки составляет 23,393 км². Длина реки — 13,9 км. Река впадает в Венне у деревни Фрилингхаузен справа на расстоянии 17 км от её устья на высоте около 310 метров над уровнем моря.
Река начинается у деревни Бад-Фредебург на высоте около 530 метров, течёт в северо-западном направлении через деревни Альтенхоф, Хеймингхаузен, Майлар, Дорлар и Кухберг.
Основные притоки — реки Тейпен-Зипен (пр, в 2,7 км от устья), Шладезипен (пр, в 5 км от устья), Ланге-Зипен (пр, в 7,3 км от устья), Руензипен (пр, в 10 км от устья), Фреттейт (пр, в 10,5 км от устья), Робеке (лв, в 11 км от устья). Длины притоков не превышают 3,25 км.